# غنيمون كافاليري
جنتوم كافاليري (الاسم العلمي:Gnetum cavaleriei) هو نوع غير مؤكد من النباتات يتبع جنس الجنتوم من الفصيلة الجنتوية.